# Leucania rufescentalis
Leucania rufescentalis là một loài bướm đêm trong họ Noctuidae.